# Епархия Эунаполиса
Епархия Эунаполиса (лат. Dioecesis Eunapolitana) — епархия Римско-Католической церкви с центром в городе Эунаполис, Бразилия. Епархия Эунаполиса входит в митрополию Сан-Салвадор-да-Баия. Кафедральным собором епархии Эунаполиса является церковь Пресвятой Девы Марии.

## История
12 июня 1996 года Римский папа Иоанн Павел II издал буллу «Apostolicum munus», которой учредил епархию Эунаполиса, выделив её из епархий Итабуны и Тейшейра-ди-Фрейтаса-Каравеласа.

## Ординарии епархии
- епископ José Edson Santana de Oliveira (1996 — по настоящее время)

## Источник
- Annuario Pontificio, Ватикан, 2007
- Булла Apostolicum munus  (лат.)